# Serge Moscovici
Serge Moscovici, ursprungligen Srul Herş Moscovici, född 14 juni 1925 i Brăila, död 16 november 2014 i Paris,  var en fransk socialpsykolog av rumänsk-judisk härkomst. Han var bland annat direktör för Laboratoire Européen de Psychologie Social, vilket han grundade 1974 i Maison des sciences de l'homme i Paris. Han var även ledamot av Europeiska vetenskaps- och konstakademin och Rysslands Vetenskapsakademi, samt tilldelades hederslegionen. Han var far till den franske politikern Pierre Moscovici.